# Фьюмара-ди-Модика
Фьюмара-ди-Модика (итал. Fiumara di Modica), или Мотикано (итал. Moticano) — река на острове Сицилия в Италии. Протекает по территории коммун Рагуза и Шикли в провинции Рагуза и впадает в Средиземное море. Длина реки составляет около 22 километров.
Питание преимущественно дождевое и подземное. Река Мотикано образована слиянием двух потоков в центре города Модика, потока Джанни Мауро (итал. Janni Mauro), или Святого Франциска и Поццо-дей-Пруни (англ. Pozzo dei Pruni), или Святой Марии. Слияние потоков происходит чуть ниже Часовой башни (итал. Torretta dell'Orologio) замка графов Модики, а ещё через 300 метров в Мотикано впадает река Сан-Либерале (итал. San Liberale).
Отсюда начинается река Фьюмара-ди-Модика, которая течёт вниз к морю. По берегам реки, ещё при арабском господстве на острове в 844—845 годах были разбиты сады. После места впадения в неё потока Кайтина (итал. Caitina), Фьюмара-ди-Модика протекает через город Шикли и впадает в Средиземном море у Контрада-Арицца (итал. Contrada Arizza), между Донналуката (итал. Donnalucata) и Кава-д’Алига (итал. Cava d'Aliga).
В прошлом на пути к потоку Поццо-дей-Пруни на реке Мотикано стояли 23 мельницы, а в центре города Модика через реку вели 17 мостов. В 1898 году археолог Паоло Орси обнаружил стоянку бронзового века на берегу реки рядом с Мулино-дель-Сальто (итал. Mulino del Salto). Артефакты раскопок ныне хранятся в Национальном музее доисторических времён и этнографии Луиджи Пигорини в Риме. На месте, где в реку впадает поток Кайтина, находятся почти недоступные пещеры со стоянками бронзового века, Гротте-дель-Ддьери (итал. Grotte del Ddieri). Выход из берегов реки Фьюмара-ди-Модика 26 сентября 1902 года привело к гибели 111 человек. Это наводнение было самым разрушительным за всю историю региона.